# مارسل بالکستاین
مارسل بالکستاین (انگلیسی: Marcel Balkestein؛ زادهٔ ۲۹ ژانویهٔ ۱۹۸۱) بازیکن هاکی روی چمن اهل پادشاهی هلند است.